# Hasso Ernst Neven
Hasso Ernst Neven (* 8. August 1937 in Hamburg-Harburg; † 14. Februar 2021) war ein niedersächsischer Politiker (FDP) und ab 1974 Mitglied des Niedersächsischen Landtages.
Hasso Ernst Neven, Sohn von Elisabeth Neven, geborene Sellhorn, und des Maurermeisters Ernst Neven, besuchte die Schule in Egestorf in der Nordheide und legte die Mittlere Reife ab. Im Anschluss begann er eine landwirtschaftliche Ausbildung und leistete zwischen 1958 und 1959 seinen Wehrdienst in Hannover ab. In Celle besuchte er die Ingenieurakademie für Landbau, schloss das Studium als Industrieagronom ab und übernahm als Landwirt 1962 einen Hof.
Neven war Mitglied der Jungdemokraten und wurde 1963 Mitglied der FDP. Er war Vorsitzender des FDP-Bezirksverbandes in Lüneburg. Ferner war er Geschäftsführer des Verkehrsvereins Egestorf e. V. und wurde zwischen 1964 und 1973 Ratsmitglied in Egestorf, wo er auch lebte.
Von 1970 bis zur Gemeindereform 1972 war er Bürgermeister. Von 1968 bis 1974 war er Mitglied des Harburger Kreistages. 1972 wurde er Mitglied des Samtgemeinderates in Hanstedt. Dort war er Vorsitzender des Fremdenverkehrsausschusses. Bis 2016 war er Fraktionsvorsitzender der FDP-Kreistagsfraktion im Landkreis Harburg. Der Liberale saß im Kreisausschuss, Ausschuss für Schule, Sport und Kultur und im Jugendhilfeausschuss. Im Ausschuss Naturschutzstiftung des Landkreises Harburg war er stellvertretendes Mitglied. Außerdem beratendes Mitglied im Beirat der Kreisvolkshochschule Landkreis Harburg.
Neven wurde zum Mitglied des Niedersächsischen Landtages in der achten Wahlperiode vom 21. Juni 1974 bis 20. Juni 1978 gewählt.
Er war evangelisch und ab 1963 verheiratet mit Liselotte Neven, geborene Schülert. Aus der Ehe gingen die Kinder Dorothea, Hasso und Olaf hervor. Am 14. Februar 2021 starb Hasso Ernst Neven im Alter von 83 Jahren.